# Robin's Reign
Robin's Reign è il primo album da solista del cantante  Robin Gibb, pubblicato nel 1970.

## Tracce
Lato A
1. August October – 2:31
2. Gone Gone Gone – 2:35
3. The Worst Girl in This Town – 4:30
4. Give Me a Smile – 3:05
5. Down Came The Sun – 2:45
6. Mother and Jack – 4:06

Lato B
1. Saved by the Bell – 3:06
2. Weekend – 2:10
3. Farmer Ferdinand Hudson – 3:05
4. Lord Bless All – 3:15
5. Most of My Life – 5:12